# Schiava d'amore
Schiava d'amore (Раба любви, Raba ljubvi) è un film del 1975 diretto da Nikita Michalkov.
La pellicola è un inno sui generis al cinema, alla base del quale vi è l'idea dell'interpretazione del destino dell'attrice Vera Cholodnaja. 
Nel 1974 Rustam Chamdamov iniziò a girare, ancor prima di Michalkov, un film su Vera Cholodnaja (Olga Voznesenskaja nella finzione del film), ma le riprese furono interrotte a causa del disaccordo di Hamdamov sulla variante della sceneggiatura da adottare. A Michalkov fu proposto di terminare il film, ma in parte per rispetto nei confronti del lavoro di Chamdamov, decise di rifare integralmente le riprese del film seguendo una sceneggiatura diversa. Va detto che il budget lasciato dal predecessore era molto ridotto, tuttavia furono importanti l'idea e la protagonista, l'attrice Elena Solovéj.

## Trama
Autunno 1918. In Russia è in corso la guerra civile. Mosca è occupata dai bolscevichi. Nel sud del paese ancora dominato dall'Armata bianca si finisce di girare frettolosamente un film drammatico intitolato Schiava d'amore, con la partecipazione della stella del cinema muto Olga Voznesenskaja. 
Per la maggior parte, la troupe cerca di non far caso agli eventi politici che irrompono nelle riprese del film e di vivere come se niente fosse. Immaginano di continuare a vivere la loro solita vita a Parigi. Fa eccezione l'operatore Potockij, un rivoluzionario clandestino che prende parte con coscienza agli scontri armati tra le fazioni. Con la scusa del “difetto di lavorazione”, utilizza la pellicola scartata per fare delle riprese clandestine sulle violenze commesse dall'Armata Bianca, allo scopo di favorire la propaganda Rossa. "In Europa sbraitano sulle atrocità dei bolscevichi: guardassero cosa fanno loro invece!”, dice. La diva Voznesenskaja, letteralmente portata in palma di mano, è lontana dalla politica come gli altri componenti del gruppo. Per ragioni diverse inizia a provare interesse per l'operatore Potockij, che aveva un debole per lei, e di conseguenza anche per la sua attività clandestina, che le sembra meravigliosa: “Mio Dio, quanto è bello prender parte a una causa per la quale si può morire o finire in prigione!”. Per questo motivo l'attrice Olga Voznesenskaja diventa testimone di terribili episodi, niente affatto previsti dalla penna dello sceneggiatore, compreso l'assassinio di Potockij, di cui nel frattempo si era innamorata. 

## Produzione

### Regia
Durante alcune interviste Nikita Michalkov ha affermato che la scena finale, nella quale Voznesenskaja dice la frase diventata celebre: “Signori, voi siete delle bestie”, fu ridoppiata prima di mettere il film in distribuzione per motivazioni ideologiche: Voznesenskaja in verità avrebbe detto ai cosacchi che l'avevano raggiunta: “Signori, non sto con loro, sto con voi”. Ciò è molto chiaro se si confronta l'articolazione dell'attrice con la traccia audio. Tuttavia il regista non ha spiegato come una simile frase potesse concordare con la parte dell'eroina, che alla fine del film passa dalla parte dei bolscevichi, aiuta i clandestini e tenta di sparare a un ufficiale bianco.